# 浜田町 (尼崎市)
浜田町（はまだちょう）は、兵庫県尼崎市にある町丁。1丁目から5丁目まである。郵便番号は660-0062。

## 地理
東は南七松町、西は大庄北、南は崇徳院・大庄川田町、北は西立花町と隣接している。

## 交通

### 鉄道
鉄道は走っていない。

### バス
| 路線番号   | 業者     | 起点     | 町内の停留所                                  | 終点         |
| ---------- | -------- | -------- | --------------------------------------------- | ------------ |
| 30         | 阪神バス | 阪急塚口 | (七松町)-浜田小学校-南警察署西分庁舎-(崇徳院) | 武庫川       |
| 60         | 阪神バス | JR立花   | (七松町)-浜田小学校-南警察署西分庁舎-(崇徳院) | 末広町       |
| 尼崎西宮線 | 阪神バス | 阪神西宮 | (大庄北)-南浜田-(昭和通)                      | 阪神尼崎     |
| 尼崎宝塚線 | 阪神バス | 宝塚     | (大庄北)-南浜田-(昭和通)                      | 阪神尼崎     |
| 杭瀬宝塚線 | 阪神バス | 宝塚     | (大庄北)-南浜田-(昭和通)                      | 阪神杭瀬駅北 |

## 校区
出典:
| 丁目 | 区域 | 小学校     | 中学校       |
| ---- | ---- | ---------- | ------------ |
| 1    | 全域 | 浜田小学校 | 大庄北中学校 |
| 2    | 全域 | 浜田小学校 | 大庄北中学校 |
| 3    | 全域 | 浜田小学校 | 大庄北中学校 |
| 4    | 全域 | 浜田小学校 | 大庄北中学校 |
| 5    | 全域 | 浜田小学校 | 大庄北中学校 |

## 施設

### 1丁目
- 浜田公園

### 2丁目
- セブン-イレブン 尼崎浜田町２丁目店
- 松原神社
- 浄土真宗本願寺派 淨專寺
- リサイクルショップドリーム 尼崎2号館

### 3丁目
- 尼崎市立浜田小学校

### 4丁目
- 七松幼稚園
- ケンタッキーフライドチキン尼崎西店
- 浜田川公園1

### 5丁目
- 尼崎浜田郵便局
- 日本キリスト教団尼崎竹谷教会